# Kiss and Make Up
Ne doit pas être confondu avec Kiss and Make-Up, film américain de 1934.
Pistes de Dua Lipa: Complete Edition
Running
(2) One Kiss
(4)
Kiss and Make Up est une chanson de la chanteuse anglaise Dua Lipa avec le groupe coréen Blackpink parue sur la réédition Complete Edition de son premier album éponyme. Elle est sortie le 19 octobre 2018 avec la sortie de la réédition. La chanson a été écrite par Lipa et Chelcee Grimes. Bien que n'étant pas sortie en single la chanson devient un succès, se voyant certifiée disque de platine en Australie, or en Italie et argent au Royaume-Uni.

## Crédits
Crédits provenant des notes d'accompagnement de Dua Lipa: Complete Edition.
Enregistrement
- Enregistrement au Rollover Studio, Royaume-Uni
- Mixage à The Hamilton, Cheam, Angleterre
- Mastérisation à Sterling Sound, New York City

Personnel
- Dua Lipa – voix, composition
- Jisoo Kim – voix
- Jennie Kim – voix
- Roseanne Park – voix
- Lalisa Manoban – voix
- Banx & Ranx (en) – production, composition de batterie, basse, synthés, touches, programmation
- Chelcee Grimes – composition, chœurs
- Mathieu Jomphe-Lepinei – composition
- Marc Vincent – composition
- Teddy Park – composition
- Jamie Snell – mixage audio
- Yong In Choi – ingénierie du son
- Chris Gehringer (en) – mastérisation

## Classements et certifications

### Classements
| Classement (2018-20)               | Meilleure position |
| ---------------------------------- | ------------------ |
| Allemagne (GfK Entertainment)      | 48                 |
| Australie (ARIA)                   | 33                 |
| Autriche (Ö3 Austria Top 40)       | 34                 |
| Belgique (Flandre Ultratip 100)    | 4                  |
| Belgique (Wallonie Ultratip 50)    | 10                 |
| Canada (Hot 100)                   | 44                 |
| CEI (Tophit)                       | 25                 |
| Corée du Sud (Gaon)                | 75                 |
| Croatie (HRT)                      | 90                 |
| Écosse (OCC)                       | 30                 |
| Espagne (PROMUSICAE)               | 68                 |
| Estonie (Eestii Tipp-40)           | 15                 |
| États-Unis (Hot 100)               | 93                 |
| Finlande (Suomen virallinen lista) | 15                 |
| France (SNEP)                      | 65                 |
| Grèce (IFPI)                       | 6                  |
| Hongrie (Single Top 40)            | 26                 |
| Hongrie (Stream Top 40)            | 9                  |
| Irlande (Irish Singles Chart)      | 15                 |
| Italie (FIMI)                      | 91                 |
| Japon (Hot 100)                    | 90                 |
| Malaisie (RIM)                     | 1                  |
| Nouvelle-Zélande (RMNZ)            | 32                 |
| Pays-Bas (Single Top 100)          | 48                 |
| Pologne (ZPAV)                     | 10                 |
| Portugal (AFP)                     | 29                 |
| Royaume-Uni (UK Singles Chart)     | 36                 |
| Roumanie (Airplay 100)             | 22                 |
| Russie (Tophit Airplay)            | 26                 |
| Singapour (RIAS)                   | 1                  |
| Slovaquie (IFPI Rádio)             | 33                 |
| Slovaquie (IFPI Singles Digitál)   | 20                 |
| Suède (Sverigetopplistan)          | 32                 |
| Suisse (Schweizer Hitparade)       | 45                 |
| Tchéquie (IFPI Singles Digitál)    | 27                 |
| Ukraine (Tophit Airplay)           | 62                 |
| Venezuela (Record Report Anglo)    | 55                 |

| Classement (2019)       | Position |
| ----------------------- | -------- |
| CEI (Tophit)            | 84       |
| Pologne (ZPAV)          | 80       |
| Roumanie (Airplay 100)  | 55       |
| Russie (Tophit Airplay) | 99       |

### Certifications
| Région | Certification | Ventes/Streams |
| --- | ------------- | -------------- |
| Australie (ARIA)                                                                                                 | Platine       | 70 000‡        |
| Italie (FIMI) | Or            | 25 000‡        |
| Royaume-Uni (BPI)                                                                                                | Argent        | 200 000‡       |
| ^Mise en rayon selon la certification xNon précisé par la certification ‡ventes/streaming selon la certification |               |                |